# City manager
Il city manager (detto talvolta anche chief administrative officer) è un organo delle amministrazioni municipali del governo locale degli Stati Uniti d'America che hanno adottato la forma di governo detta council-manager.
Negli USA tale forma di governo venne adottata per la prima volta dalla città di Staunton, in Virginia, nel 1908. La figura è utilizzata anche in altri Stati del mondo, con diverse competenze.

## Funzione e ruolo
È assunto dal consiglio, teoricamente in considerazione delle sue capacità manageriali e non dell'appartenenza politica, che sovrintende all'amministrazione municipale, nomina i capi dei dipartimenti in cui si articola l'organizzazione municipale e cura l'attuazione delle politiche decise dal consiglio. Il city manager è di solito assunto con contratto a tempo indeterminato ma il consiglio può licenziarlo in ogni momento.

## Nel mondo

### Canada e Irlanda
In Canada (dove la figura corrispondente al city manager statunitense è variamente denominata: city administrator, municipal manager, city commissioner) e dell'Irlanda (dove si usa il titolo di council manager).

### Finlandia
Anche il kunnanjohtaja (direttore del comune) e il kaupunginjohtaja (direttore della città) finlandesi sono assimilabili al city manager statunitense.

### Italia
Figure in vario modo ispirate al city manager statunitense sono state recentemente introdotte anche in altri ordinamenti. Così è per il direttore generale italiano, un organo facoltativo dei comuni con popolazione superiore ai 100.000 abitanti, che può essere nominato dal sindaco, previa deliberazione della giunta, al di fuori della dotazione organica e con contratto a tempo determinato; provvede ad attuare gli indirizzi e gli obiettivi stabiliti dagli organi di governo dell'ente, secondo le direttive impartite dal sindaco e sovrintende alla gestione dell'ente, perseguendo livelli ottimali di efficacia ed efficienza. Sebbene il direttore generale italiano presenti delle similitudini con il city manager statunitense, tanto che nel linguaggio giornalistico viene talvolta designato con questo nome, vi sono anche differenze rilevanti: prima di tutto il fatto che il direttore generale è pur sempre un collaboratore del sindaco che, lungi dall'avere un ruolo essenzialmente cerimoniale come avviene negli Stati Uniti, rimane il capo effettivo dell'amministrazione.